# Zdzisław Ambroziak
Zdzisław Stanisław Ambroziak, noto anche con il soprannome Stolem (Varsavia, 1º gennaio 1944 – Varsavia, 23 gennaio 2004), è stato un pallavolista e giornalista polacco.
Schiacciatore dotato di fisico eccezionale, di grande potenza e del carisma del trascinatore, è considerato uno dei giocatori polacchi più forti di tutti i tempi.

## Giocatore

### Club polacchi
Laureatosi all'Accademia di Educazione Fisica di Varsavia, trascorse la prima parte della carriera in Polonia, dove cambiò cinque club. Divenne uno dei pilastri del quotato AZS-AWF Varsavia, squadra con cui si aggiudicò tre campionati nazionali nel 1965, 1966 e 1968.

### Club italiani
Per la stagione 1972-1973 si trasferì in Italia, dove subito trascinò il Petrarca Padova alla promozione nella massima serie. Grazie al suo contributo arrivò il settimo posto in Serie A nella stagione 1973-1974 ed il quinto e il sesto posto delle stagioni successive. Nel torneo 1976-1977 si trasferì al Gonzaga Milano, esordiente in A, e negli anni in cui rimase con i lombardi la squadra riuscì sempre a salvarsi. Chiuse la carriera con la Di.Po. Vimercate nelle serie minori.

### Nazionale
Ambroziak debuttò nel 1963 nella Nazionale polacca, con la quale partecipò ai Campionati Europei di Bucarest 1963 giungendo sesto. Fu medaglia d'argento alla Coppa del Mondo del 1965, disputata in casa dalla Nazionale polacca. Ottenne la medaglia di bronzo ai successivi Campionati Europei di Istanbul 1967, la prima medaglia ottenuta dalla Polonia nelle maggiori competizioni internazionali. Partecipò ai Giochi Olimpici di Città del Messico 1968 e di Monaco 1972, nei quali la Polonia si classificò rispettivamente quinta e nona. Fu sesto ai campionati mondiali di Praga 1966, quinto in quelli di Sofia 1970 e sesto agli europei di Milano 1971.
Dopo la disfatta subita dai polacchi alle Olimpiadi di Monaco e dopo il trasferimento in Italia, fu accantonato dalla Nazionale, che negli anni successivi con una squadra ristrutturata avrebbe conosciuto il suo periodo d'oro con le vittorie ai Mondiali di Città del Messico 1974 e alle Olimpiadi di Montreal 1976. Ambroziak chiuse la carriera in Nazionale nel 1972 con 220 presenze.

## Allenatore
Dopo aver terminato la carriera agonistica, rimase per qualche tempo in Italia in veste di allenatore. Nella stagione 1984-1985, guidò la Di.Po. Vimercate alla storica promozione in Serie A1, ma venne esonerato nel dicembre del 1985 per gli scarsi risultati del club nella massima serie.

## Ritorno in Polonia
Sposato con la campionessa polacca di canottaggio Ewa Golebiowska, dalla quale ebbe tre figli, al ritorno in patria si dedicò a tempo pieno alla carriera di giornalista sportivo. Uomo di grande cultura e appassionato di musica, aveva un'approfondita conoscenza della letteratura ed aveva cominciato a scrivere per la stampa nel 1966. Tra i giornali con cui collaborò, vi sono Sportowca dal 1969 al 1990, Nowej Europy dal 1991 al 1993 e Gazeta Wyborcza dal 1998. Oltre a scrivere sulla pallavolo, si specializzò in articoli sul tennis. Per entrambi gli sport fu anche commentatore televisivo su diverse reti polacche. È apparso in alcuni cameo nei film Deja Vu (1990) e Kiler (1997) del regista polacco Julius Machulski. Morì a Varsavia il 23 gennaio del 2004, dopo una lunga malattia. Dal 2006, viene ricordato con un torneo a Kędzierzyn a lui intitolato chiamato Memorialu Zdzislaw Ambroziak.

## Palmarès
- Campionato polacco: 3

1964-1965, 1965-1966 e 1967-1968: AZS-AWF Varsavia